# László Földy
László Földy (Boedapest, Hongarije, 30 september 1934 – Basel, Zwitserland, 17 februari 2015) was een professioneel tafeltennisser die uitkwam voor Hongarije.
Hij trouwde met tafeltennisster Éva Kóczián.

## Belangrijkste resultaten
- WK
  -  Zilver met het team in 1957.
  -  Zilver met het team in 1959.
  -  Brons in het gemengd dubbelspel in 1953 met zijn echtgenote Éva Földy.
  -  Brons met het team in 1955.
  -  Brons in het mannen dubbelspel in 1959 met Zoltán Berczik.
  -  Brons met het team in 1961.
- EK
  -  Goud met het team in 1958.
  -  Goud met het team in 1960.
  -  Brons in het enkelspel in 1960.